# Yu Gothic
Yu Gothic（中文：游黑体）发布于2008年，设计为与游明朝体配套使用，由鳥海修等字游工房的员工设计。其英文数字部分的设计参考了Franklin Gothic。
格式为PostScript格式的OpenType，Pr6N (Adobe-Japan1-7) 版本包含的字符数为23060个。字重有L轻体/R常规体/M中等体/D半粗体/B粗体 (Pr6N)，E特粗体/H重体 (StdN)。
从Windows 8.1开始的Windows、Windows Phone 7开始的Windows Phone、OS X Mavericks开始的macOS都作为标准字体搭载，但零售版与标准版存在差异。macOS Sierra需要通过Font Book进行额外下载安装。
用于与Yu Gothic结合使用的Yu Gothic初号假名也有销售。字重与Yu Gothic一致。
Windows
- 游ゴシック/Yu Gothic：Light / Regular / Medium / Bold
  - Medium字重从Windows 10开始，并且可以从Microsoft官方网站下载的字体包中获得。与零售版相比，Windows 10版增加了UI附加字符[2]。
  - Regular字重存在一些问题，例如“猶”会以旧字体形式显示[7]（不使用变体选择符或使用U+E0100时应该使用的位置，错误地使用了U+E0102的字形）。
- Yu Gothic UI：Light / Semilight / Regular / Semibold / Bold
  - 作为系统字体。仅通过捆绑提供和额外字体包提供，不单独发售。
  - 与游ゴシック的差异在于，数字和拉丁字母变为Segoe UI，假名字体宽度更改为类似MS UI Gothic和Meiryo UI的独特字体。包含的字符数和轮廓格式与Windows版Yu Gothic相同。
  - Yu Gothic中的“Regular”和“Medium”在此字体中分别对应“Semilight”和“Regular”（注意Yu Gothic和Yu Gothic UI中Regular字重的差异）。此外，Semibold和Bold的区别在于，附属欧文（Segoe UI）的字重分别为“Semibold”和“Bold”[2]。
  - Semilight字重也存在与Yu Gothic相同的“猶”字的问题。

Windows Phone
- Yu Gothic/游ゴシック体[補足 1]：Regular / Bold
  - 除了捆绑提供外，也可以通过Windows Phone SDK安装。
  - 版本1.01和1.02以后的规格不同。版本1.01的字形与零售版(StdN)相同，但版本1.02以后的附属欧文使用了Segoe UI，U+005C的字形从“\”变为“¥”。两者都包含约9800个字符，轮廓为TrueType格式。
  - Regular字重没有“猶”字的问题。

Mac
- 游ゴシック体/YuGothic：Medium / Bold
  - 与零售版的差异与游明朝体相同[2]。由于macOS附带版没有Regular字重，因此在网页浏览器中显示时，Medium将成为基本字重。这使得在Windows上看起来更粗[8]。

2021年5月，モリサワ宣布从9月10日起在Adobe Fonts提供。